# دايسوكي ساكاي
دايسوكي ساكاي (باليابانية: 坂井 大将)، من مواليد 18 يناير 1997م، وهو لاعب كرة قدم ياباني يلعب مركز لاعب وسط، شارك مع زملائه في التشكيلة الثابتة لبطولة كأس العالم تحت 20 سنة والتي أستضافته كوريا الجنوبية سنة 2017م.